# Al Wehda Sports & Cultural Club Sanaa
Pour les articles homonymes, voir Al Wahda.
Maillots
Le Al Wehda Sports & Cultural Club Sanaa (en arabe : نادي الوحدة الرياضي و الثقافي صنعاء), plus couramment abrégé en Al Wehda, est un club yéménite de football fondé en 1954 et basé à Sanaa, la capitale du pays.
Al Wehda joue ses matchs dans le stade Ali Muhesen.

## Histoire
Fondé en 1954, le club a remporté le premier titre de son histoire lors de la saison 1978-1979 du championnat du Nord-Yémen. En 1990, avec la réunification du Yémen naît le championnat national yéménite que Al-Wehda va gagner à quatre reprises entre 1995 et 2002. Ces succès permettent au club de participer à plusieurs campagnes asiatiques, que ce soit en Ligue des champions de l'AFC (en 1998, 1999 et 2000 avec à chaque fois un parcours jusqu'en huitièmes de finale) ou en Coupe de l'AFC (en 2004, où il doit déclarer forfait pour des raisons économiques).
En revanche, Al Wehda n'a jamais remporté la Coupe du Yémen, ni même atteint la finale de la compétition. Cependant, il a pu prendre part à la Coupe d'Asie des vainqueurs de coupe 2001 où il est sèchement battu dès son entrée en lice par les Syriens de Hutteen SC (1-5, 0-5).

### Rivalité
L'Al Wehda entretient une rivalité avec l'autre équipe de la capitale yéménite, à savoir le Al Ahli. Le match entre les deux équipes est appelé le « Sommet ».

## Palmarès
| Compétitions nationales                                                                   |
| ----------------------------------------------------------------------------------------- |
| - Championnat du Yémen (4) : - Champion: 1995, 1997, 1998 et 2002. - Vice-champion: 2001. |